# Robbie Seed
Robbie Seed (* 11. Januar 1990 in Poznań als Damian Strugarek) ist ein polnischer DJ und Musikproduzent im Bereich Trance und Progressive.

## Leben
Damian Strugarek interessiert sich seit seiner Kindheit für elektronische Musik. Er startete mit der Musikproduktion im Jahr 2008. Innerhalb eines Jahres veröffentlichte er seine erste EP mit dem Titel „Phatso“ auf Colorful Recordings. Sein Debüt wurde von der Trance Legende Tiesto auf Club Life 145 massiv unterstützt.
Im Jahr 2019 kam der Durchbruch, als er sich mit der südafrikanischen Sängerin That Girl (Tanya van Schalkwyk)zusammen tat und die überaus erfolgreiche Single „Behind That Pretty Smile“ herausbrachte, welche von Paul van Dyk's Label „Vandit“ veröffentlicht wurde.
Ende 2019 wurde er von Andrew Rayel entdeckt, welcher ihn kurz darauf bei seinem Label Find Your Harmony unter Vertrag nahm. Darauf folgten weitere Zusammenarbeiten mit That Girl. Weitere Auftritte unter anderem beim A State of Trance Festival in Utrecht und Krakau verhalfen ihm zu einem hohen Bekanntheitsgrad in der Trance-Szene. Sein Stil lässt sich dem klassischen Uplifting Trance zuordnen.

## Diskografie

### Album
2023:
- Lifeline

### Singles
2009:
- Phatso

2010:
- Second Life E.P

2012:
- Memories
- Devosa

2015:
- Constellation

2021:
- I Choose You

2022:
- Don't Let Us Fade
- I Wish

2023
- Until We Meet Again
- All Alone
- Komorebi

2024
- Still Believe
- Touch of Memory

2025
- A Love Like You